# Brahma
Brahma hay Phạm Thiên (tiếng Phạn: ब्रह्मा, đã Latinh hoá: Brahmā) là một trong ba vị thần tối cao của Ấn giáo, hai vị còn lại là Vishnu (Tỳ Thấp Nô) và Shiva (Thấp Bà). Ông còn được gọi là Svayambhu (n.đ. 'tự sinh') và gắn liền với sự sáng tạo, tri thức và kinh Vệ đà. Brahma được nhắc đến nhiều trong các truyền thuyết về sự sáng tạo, mặc dù có nhiều phiên bản khác nhau. Trong vài trang kinh Puranas, ông đã tự tạo ra mình trong một quả trứng vàng được gọi là Hiranyagarbha.
Brahma thường được đồng nhất với thần Vệ Đà Prajapati. Trong thời kỳ hậu Vệ Đà, Brahma là một vị thần nổi bật và giáo phái của ông đã tồn tại; tuy nhiên, đến thế kỷ VII, ông thường xuyên bị xuyên tạc và mất đi ý nghĩa. Ông cũng bị lu mờ trước các vị thần lớn khác như Vishnu, Shiva và Devi. Cùng với các thần Hindu khác như vậy, Brahma đôi khi được xem như một hình thức (saguna) của đại ngã vô hình (nirguna), thực tại siêu hình cuối cùng trong Ấn Độ giáo Vedanta.
Theo lời kể của Vaishnava về sự sáng tạo, Brahma được sinh ra trong một bông sen, hiện ra từ rốn của thần Vishnu. Các giáo phái Shaivism tin rằng ông được sinh ra từ Shiva hay bộ phận của thần, trong khi môn phái Shakism tập trung vào nữ thần nói rằng Devi đã tạo ra vũ trụ, bao gồm cả Brahma.
Brahma thường được miêu tả là một người đàn ông có bộ râu màu đỏ hoặc vàng, có bốn đầu và hai tay. Bốn đầu của ông tượng trưng cho bốn Vệ đà và được chỉ về bốn hướng chính. Ông đang ngồi trên hoa sen và vahana (vật cưỡi) là hamsa (thiên nga, ngỗng hoặc hạc). Nữ thần Saraswati thường được xem là vợ của Brahma và bà đại diện cho năng lượng sáng tạo (shakti) của ông cũng như kiến thức mà ông sở hữu. Theo kinh văn, Brahma đã tạo ra những đứa con từ tâm trí của mình và do đó, chúng được gọi là Manasputra.
Trong Ấn Độ giáo thời nay, Brahma không được thờ cúng phổ biến và có tầm quan trọng thấp hơn các thành viên khác của Trimurti. Brahma được tôn kính trong các văn bản cổ, nhưng hiếm khi được tôn thờ như một vị thần chính ở Ấn Độ. Rất ít ngôi đền thờ ông tồn tại ở Ấn Độ, nổi tiếng nhất là đền Brahma, Pushkar ở Rajasthan. Các đền thờ Brahma tìm được bên ngoài Ấn Độ, ví dụ: đền Erawan ở Bangkok.